# سوق الأخضر

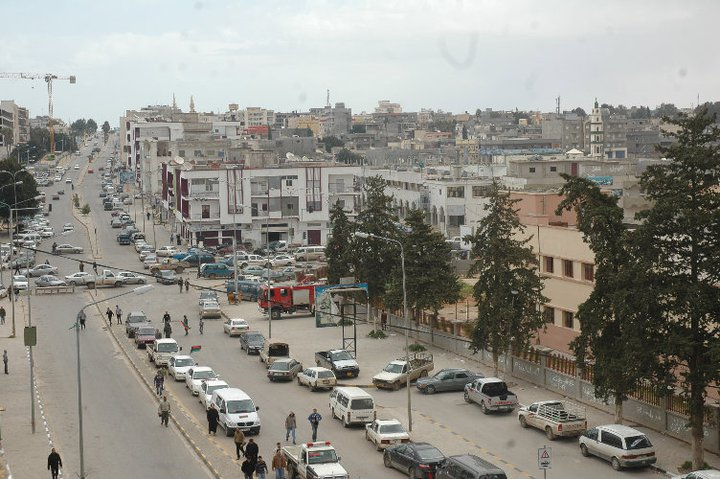
منظر لحي الأخضر الموجود به شارع الأخضر في عام 2011

سوق الأخضر أو شارع الأخضر التسمية تختلف عند البعض ، يحيط بنادي الأخضر الرياضي بالدور الدائري وهو من أكبر الأسواق المعروفة في الجبل الأخضر حيث يتميز بمحلاته الفاخرة والفخمة حيث يقدر عدد المحلات الموجودة به 300 محل من محلات ملابس نسائية ورجالية وأطفال ومحلات عطور ومحلات ساعات ، كما يوجد في الطابق الثاني وكلات لبعض الشركات وغيرها مثل جريدة الدليل وجمعية أفريقيا الخيرية .
عموماً يعتبر من الشوارع التجارية في المدينة كما يشهد ازدحاما كثيف في فترات مختلفة من السنة وخاصة في فترات رمضان وما قبل الأعياد حيث يتم قفل الطريق على السيارات في الشارع من الازدحام .